# 扶绥站
扶绥站，位于中华人民共和国广西壮族自治区崇左市扶绥县新宁镇，是湘桂铁路上的火车站，建于1952年，由南宁局集团管辖，目前车站仅办理货运业务。

## 歷史
- 建于1952年。

## 車站周邊

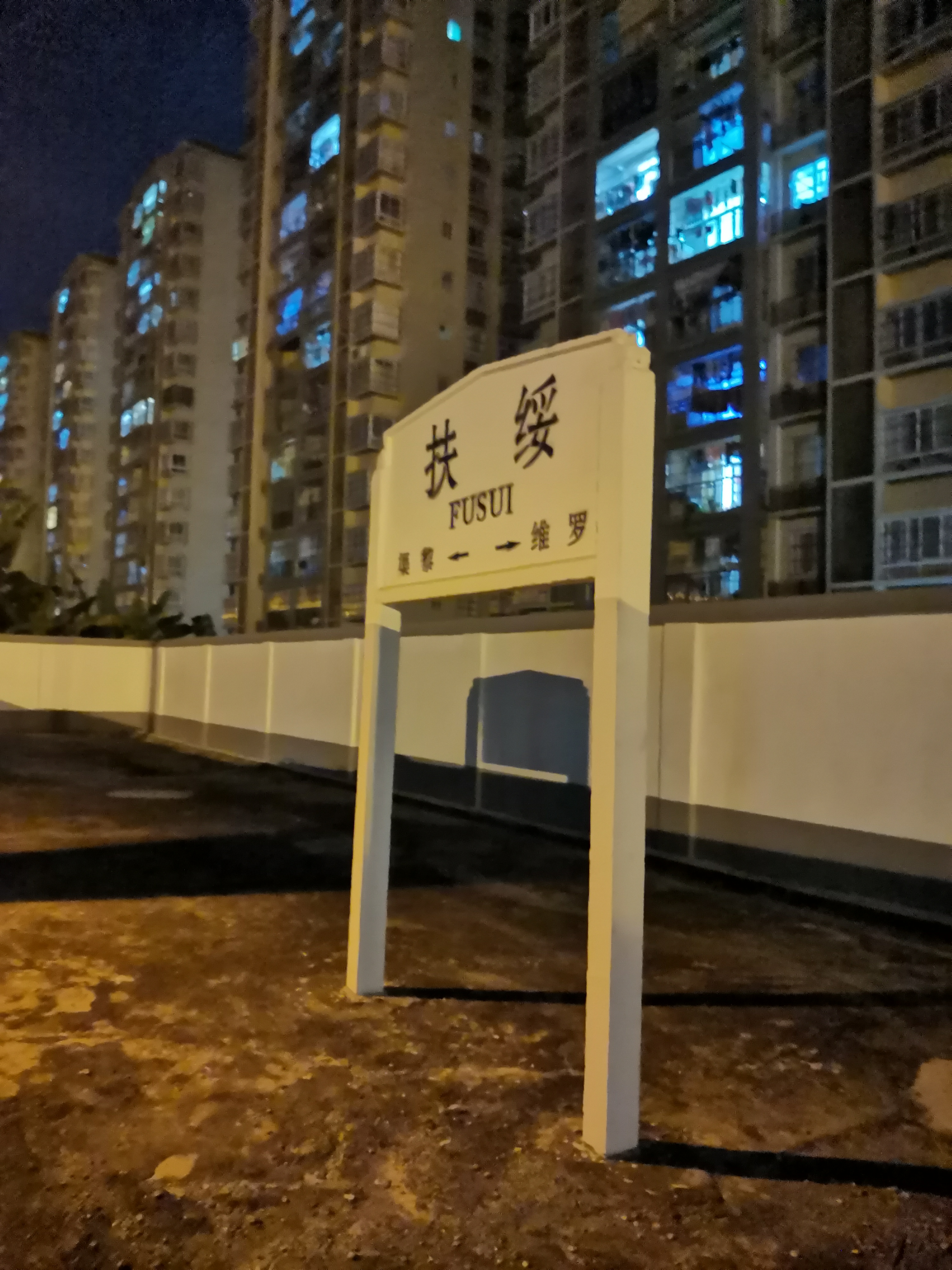
站牌

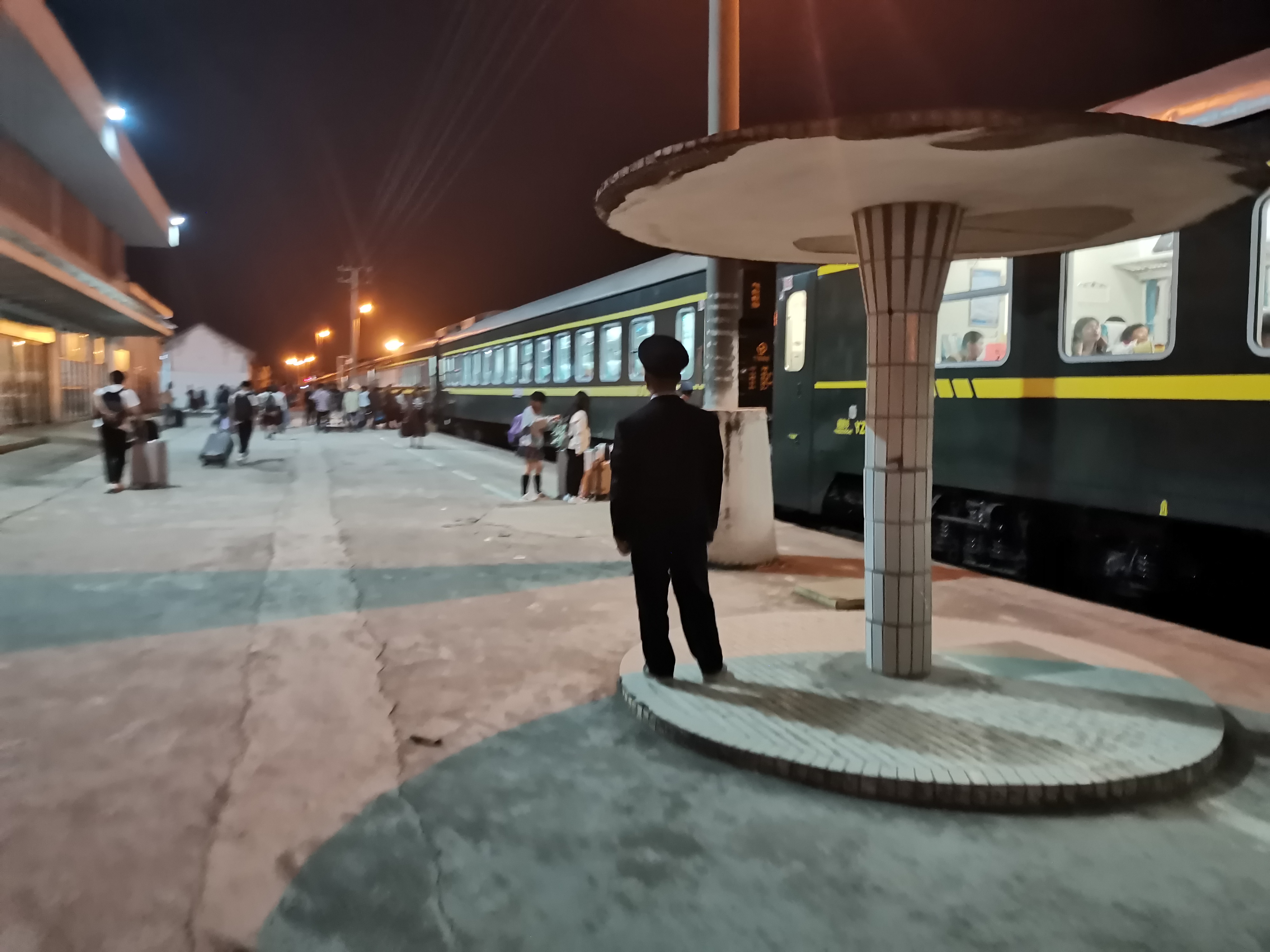
月台

- 扶绥县交通局
- 扶绥县安全生产管理局
- 扶绥县中医院南密分院
- 中国邮政储蓄银行新华街支行
- 中国工商银行新华分理处
- 中国农业银行城市分理处
- 中国南方电网扶绥供电公司
- 扶绥县地震局
- 扶绥县体育馆
- 扶绥县水利局
- 扶绥县教育局
- 中国农业银行新华分理处
- 扶绥县房产所